# Eremosaprinus vlasovi
Eremosaprinus vlasovi är en skalbaggsart som först beskrevs av Reichardt 1941.  Eremosaprinus vlasovi ingår i släktet Eremosaprinus och familjen stumpbaggar. Inga underarter finns listade i Catalogue of Life.